# مستشفى الناصرة ا.م.م.س
مستشفى الناصرة أو باسمه الرسمي: ا.م.م.س (IMMS) الناصرة (بالعبرية: בית החולים אי.מ.מ.ס הסקוטי)، ويُعرَف أيضًا باسم "المستشفى الأسكتلندي" (أو باسمه الأكثر شيوعًا اليوم "المستشفى الإنجليزي")، هو مستشفى عام في مدينة الناصرة.

## نبذة تاريخية
أسس المستشفى عام 1861 الدكتور بيكاردوني كالوست فارتان ((Pacradooni Kaloost Vartan 1835–1908)، وهو طبيب أسكتلندي من أصل أرمني جاء من إدنبرة في مهمة من EMMS - جمعية إدنبرة التبشيرية الطبية.
تأسس مستشفى الناصرة ا.م.م.س من قبل المنظمة التبشيرية البروتستانتية المشيخية «جمعية إدنبرة الطبية التبشيرية» سنة 1924، وهو يقع جنوب غرب مدينة الناصرة شمال إسرائيل.
كان شعار الجمعية توفير العلاج الطبي للسكان المحليين، بناءً على رؤية عالمية مفادها أنه من خلال الخدمات الطبية، يقترب السكان المحليون من الإيمان المسيحي. في ذلك الوقت، كانت فلسطين منطقة نائية ومهملة من ناحية الإمبراطورية العثمانية، وكان السكان المحليون يعانون من أمراض عديدة، مثل الملاريا والسل والأمراض المعدية في الجهاز الهضمي. كما كانت عرضة لتفشي وباء الجدري والتيفوس والكوليرا، وقد عالج فارتان جميع أنواع الأمراض والمرضى. في عام 1904 قدِمَ إلى الناصرة الدكتور فريدريك جون سكريمجور (Frederick John Scrimgeour) وعُيِّن مساعدًا لفارتان. وفي عام 1905، تم تعزيز الطبيبين في المستشفى بالممرضة البريطانية إديث جونكوك (Edith Johncock 1871–1920)، وعندما وصلت إلى الناصرة، تولت الممرضة جونكوك جميع الأمور الإدارية والتجارية،  وأدارت عمليًّا المستشفى خلال الحرب العالمية الأولى، بين الأعوام 1914-1917.
بعد وفاة فارتان عام 1908، تولّى الطبيب فريدريك جون سكريمجور إدارة المستشفى في الناصرة خلفًا له. وفي ذلك الحين، انضمت إلى الممرّضة جونكوك ممرضة أخرى مؤهلة جاءت من إنجلترا تُدعى جيسي كروفت، وفي السنوات التالية تزايد نشاط المستشفى، واتّسع توسُّعًا كبيرًا.

### المستشفى خلال الحرب العالمية الأولى
في نوفمبر 1914، اندلعت الحرب بين الإمبراطورية العثمانية وبريطانيا العظمى، فاضطر الدكتور سكريمجور، وهو مواطن بريطاني، إلى مغادرة الناصرة وسافر إلى مصر حيث انضم إلى القوات البريطانية، وعمل هناك طبيبًا للمرضى والجرحى من الأسرى الأتراك.
وُضِعَ المستشفى الأسكتلندي تحت السيطرة العثمانية بأمر من حاكم الناصرة، وأُعلِنَ عن الممرضتين البريطانيتين اللتين تعملان فيه ضمن أسرى الحرب، ولم يسمح لهما بمغادرة المدينة والعودة إلى إنجلترا. وعلى الرغم من أنهما لم تكونا زوجتين عسكريتين بل مدنيتين، فقد كُلِفتا بمواصلة تشغيل المستشفى على هيئة مستشفى عسكري، يتمثل دوره في علاج الجنود الأتراك المرضى والجرحى. وكانت الممرضتان جونكوك وكروفت معزولتين عمليًّا عن أي اتصال بالعالم الخارجي، لكنّهما حاولتا العمل رغم حرمانهما من حريتهما، ورغم نقص الموادّ الغذائية، والإمدادات الطبية. وهكذا استمر المستشفى في العمل بأقصى قدر من الكفاءة، وبعد فترة، عندما تحسنت الظروف، تلقت الممرضة جونكوك حصانًا من المحافظ لتسهيل تنقّلاتها في جميع أنحاء المدينة، خارج المستشفى. لقد أقنعت مهنيتها ومهاراتها التنظيمية الحاكم العثماني بتعيينها مسؤولة إداريّة عن جميع مستشفيات الناصرة. وبموجب هذا المنصب، ترأست جونكوك فريقًا يضم أكثر من 250 موظفًا، وكُلِّفَ برعاية ورفاهية مئات المرضى في المستشفى، وكان بعضهم في حالة صحيّة خطيرة. لذلك، عندما ورد أمر من الحكومة العثمانية المركزية بنقل الممرضتين الأسيرتين إلى أنقرة، رفض والي الناصرة فوزي بك الانصياع لهذا الأمر، مدعيًا أن الأختين كانتا تساعدان الجيش التركي خلال الحرب.

## المستشفى في الوقت الحاضر
يمتد المستشفى على مساحة 25 دونمًا على تلة مشرفة على مدينة الناصرة. يحتوي المستشفى على 150 سريرًا، ويعمل تحت إشراف وزارة الصحة. يخدم المستشفى سكان مدينة الناصرة، والقرى العربية المجاورة لها. يعمل في المستشفى نحو 500 شخص، ويُدار على أساس غير ربحي من قبل مؤسسة الناصرة تراست، التي مقرها أسكتلندا، وهي المالكة له.
أقيم إلى جنب المستشفى مدرسة للتمريض تأسست في عام 1924، وتمنح عند التخرج للطلاب شهادة من وزارة التعليم والتي تؤهل الطلاب لامتحان الرخصة للعمل في مجال التمريض. يحتوي المستشفى على عدة أقسام وتخصصات طبية، من بين أقسام المستشفى: قسم طب الطوارئ، قسم الطب الباطني، قسم النساء والتوليد، قسم الجراحة العامّة، قسم جراحة العظام، قسم جراحة الأطفال والرُّضَّع، قسم الطب النفسي (الوحيد في إسرائيل الذي يتحدث اللغة العربية)، قسم غسيل الكلى، وقسم أمراض القلب. ويتخصص المستشفى أيضًا في علاج مرضى السُّلّ.
في إطار مكافحة تفشي فيروس كورونا في إسرائيل، افتُتحت في شهر سبتمبر 2020 ثلاثة أجنحة للكورونا أطلق عليها اسم "أجنحة النَّصر" في مدينة وصلت فيها نسبة المرضى الذين تم التحقق منهم نحو 30% من جميع الفحوصات التي أُجرِيَت.

## إدارة المستشفى
يدار المستشفى من قبل الكنيسة المشيخية في مدينة الناصرة، مدير المستشفى هو البروفسور الدكتور فهد حكيم، وكان قد تولّى أدارة المستشفى قبله الطبيب بشارة بشارات. في 8 تموز (يوليو) 2020، تم تعيين البروفيسور حازي ليفي من قبل المدير العام لوزارة الصحة في إسرائيل كي يكون عضوًا في اللجنة الاستشارية المهنية للقضاء على وباء كورونا ومنع انتشاره في الوسط العربي، وفي في كتاب التعيين، ذكر البروفيسور ليفي أنه يجب على اللجنة تقديم النصح وتقديم الحلول له وفق المعطيات وخريطة انتشار وباء كورونا في المجتمع العربي في إسرائيل، وإعداد ورقة موقف  وخطة عمل للعمل مع السكان العرب في المجالات التالية: التوعية، كسر سلسلة العدوى، الاحتياجات الخاصّة للمجتمع العربي فيما يتعلق بوباء كورونا وغيرها من القضايا المستجدّة.<ref>{{استشهاد ويب

## أزمة المستشفى
وفي سبتمبر 2022، تعرض المستشفى لأزمة مالية حادّة، وأضرب طاقم المستشفى بعد عدم تلقّي العاملين على رواتبهم عن شهر أغسطس، وأعلنت إدارة المستشفى لاحقًا أن غرفة الطوارئ سوف تغلق، ولن يكون بالإمكان استقبال المرضى حتى إشعار آخر. ووفقًا لما أعلنته الإدارة، فإن "ميزانية المستشفى أقل بكثير من المستشفيات الحكومية المشابهة له"، وبالتالي واجه المستشفى عجزاً متراكمًا يقارب 30 مليون شيكل.[6] وفي وقت لاحق، أُغلِقَت العيادات الخارجية، وغرف العمليات أيضًا. وفي نهاية نضال العمال والمستخدمين، تم ضخ الأموال في المستشفى بعد إصلاح الإدارة، وعاد المستشفى إلى التشغيل الكامل.

## مواقع خارجية
- موقع مستشفى الناصرة ا.م.م.س